# The Black List (khảo sát)
The Black List (Danh sách đen) là một cuộc khảo sát thường niên của những kịch bản cho phim điện ảnh "được ưa thích nhất" mà vẫn chưa được sản xuất. Nó được công bố mỗi năm bắt đầu từ 2005 vào ngày thứ Sáu thứ hai của tháng 12 bởi Franklin Leonard, một uỷ viên phát triển cấp cao mà sau đó đã đảm nhiệm công việc tại Universal Pictures và hãng phim Overbrook Entertainment của Will Smith. Website này tuyên bố rằng đây không nhất thiết là những kịch bản "tốt nhất", mà là "được yêu thích nhất", bởi nó dựa trên một bản khảo sát của các uỷ viên cấp cao từ các hãng phim và đơn vị chế tác.
Trong số khoảng 1.000 kịch bản nằm trong The Black List kể từ năm 2005, gần một phần ba sau đó đã được sản xuất thành những bộ phim để chiếu tại rạp, bao gồm cả những ví dụ đã thành công và đạt được nhiều giải thưởng như Argo, American Hustle, Juno, The King's Speech, Slumdog Millionaire, Spotlight và The Revenant. Những bộ phim được sản xuất đã cùng nhau thu về hơn 25.54 tỷ USD, và đã nhận được tổng cộng 241 đề cử giải Oscar và 205 đề cử giải Quả cầu vàng, và chiến thắng thương ứng với 48 và 40 giải. Tính đến Giải Oscar lần thứ 88, bốn trong tám giải thưởng Oscar gần nhất cho phim xuất sắc nhất có kịch bản nằm trong một công bố Black List trước đó, cũng như mười trong số hai mươi giải thưởng về kịch bản của Oscar gần nhất (bao gồm cả kịch bản gốc và chuyển thể). Ngoài ra, các nhà biên kịch có kịch bản được liệt kê thường dễ có cơ hội được thuê cho các công việc khác, ngay cả khi các kịch bản được liệt kê của họ vẫn chưa được sản xuất, chẳng hạn như Jim Rash và Nat Faxon, hai trong số các nhà biên kịch của kịch bản đoạt giải Oscar của The Descendants, những người đã có một kịch bản trước đó trong danh sách. Chủ bút mục tin của Slate David Haglund đã viết rằng danh tiếng của danh sách như một nhà vô địch cho các tác phẩm "đáng yêu nhưng đầy thách thức" đã được phóng đại, bởi "chúng là những kịch bản đã tạo nên tầng tầng lớp lớp của Hollywood. Và trong khi, như một quy luật, chúng vẫn chưa được sản xuất, nhiều trong số chúng đã được tiến hành sản xuất."

## Lịch sử
Danh sách đen Black List đầu tiên được biên soạn vào năm 2005 bởi Franklin Leonard, trong thời gian là một uỷ viên phát triển cấp cao trong công ty chế tác của Leonardo DiCaprio, Appian Way Productions. Ông đã gửi email cho khoảng 90 đồng nghiệp cũng là các uỷ viên phát triển cấp cao và yêu cầu họ liệt kê tên của 10 kịch bản mà họ từng đọc không được sản xuất mà họ cảm thấy tốt nhất. Để cảm ơn họ vì đã tham gia, ông đã biên soạn thành một danh sách và gửi lại nó cho những người trả lời. Tên gọi The Black List là một sự ám chỉ cho di sản của ông như một người đàn ông Mỹ gốc Phi, và cũng là một sự tham chiếu tinh tế cho những nhà biên kịch bị cấm trong thời kỳ của McCarthy, như một phần của Danh sách đen Hollywood (Hollywood blacklist).
Các kịch bản đứng đầu The Black List, từ năm 2005 tới 2016 tương ứng là: Things We Lost in the Fire; The Brigands of Rattleborge; Recount; The Beaver; The Muppet Man; College Republicans; The Imitation Game; Draft Day; Holland, Michigan; Catherine the Great; Bubbles; và Blond Ambition.

### Cấu trúc
The Black List tính toán số lượng "lượt thích" của nhiều kịch bản phim đã được đưa ra bởi các uỷ viên phát triển. Các kịch bản được xếp hạng dựa trên số lượt thích mà chúng nhận được. Số lượt thích nhiều nhất dành cho một kịch bản đơn nhất là dành cho The Imitation Game, với 133 lượt khi đứng đầu danh sách năm 2011; nó đã giành được Giải Oscar cho kịch bản chuyển thể xuất sắc nhất.

## Các bộ phim có mặt trong Black List
Hơn 300 kịch bản đã được sản xuất sau khi xuất hiện trong The Black List. Chúng bao gồm:

### Black List năm 2005
- 21
- The American
- Babel
- Black Snake Moan
- Blades of Glory
- Blood Diamond
- Breach
- The Brothers Solomon
- The Bucket List
- Chapter 27
- Charlie Wilson's War
- Charlie Bartlett
- Dan in Real Life
- Death at a Funeral
- Dexter
- Dream House
- Ender's Game
- Factory Girl
- Fanboys
- The Fast and the Furious: Tokyo Drift
- The Forger
- Freedomland
- Fur
- The Game Plan
- Get Low
- A Good Old Fashioned Orgy
- Hall Pass
- Hancock
- The Hawk Is Dying
- The Hoax
- Horrible Bosses
- Hot Rod
- The Hunting Party
- In Secret
- Juno
- The Kingdom
- The Kite Runner
- Lars and the Real Girl
- The Ledge
- Little Children
- Little Miss Sunshine
- Love in the Time of Cholera
- Lucky Number Slevin
- Mama's Boy
- Margaret
- Meet Bill
- Meet Dave
- Michael Clayton
- The Mummy: Tomb of the Dragon Emperor
- Nacho Libre
- Nebraska
- Nick & Norah's Infinite Playlist
- Notes on a Scandal
- The Number 23
- The Other Boleyn Girl
- Pathfinder
- Peacock
- The Prestige
- The Proposal
- The Pursuit of Happyness
- The Queen
- Reservation Road
- Righteous Kill
- Stardust
- Stop-Loss
- Studio 60 on the Sunset Strip
- The Ten
- Tenure
- Things We Lost in the Fire
- The Time Traveler's Wife
- Wanted
- We Are Marshall
- The Whistleblower
- Wild Hogs
- The Words
- World Trade Center
- X-Men Origins: Wolverine
- Youth in Revolt
- Zodiac

### Black List năm 2006
- 3:10 to Yuma
- (500) Days of Summer
- A Mighty Heart
- All About Steve
- Away We Go
- The Brothers Bloom
- The Bucket List
- Changeling
- Death at a Funeral
- The Disappearance of Eleanor Rigby
- The Diving Bell and the Butterfly
- Dracula Untold
- The Fighter
- Frost/Nixon
- Get Smart
- Hanna
- Harold & Kumar Escape from Guantanamo Bay
- In Bruges
- Life of Pi
- Lions for Lambs
- The Men Who Stare at Goats
- The Messenger
- The Other Woman
- Rendition
- Scott Pilgrim vs. the World
- Seven Pounds
- Seven Psychopaths
- She's Out of My League
- State of Play
- Superbad
- There Will Be Blood
- Walk Hard: The Dewey Cox Story
- Year of the Dog

### Black List năm 2007
- Adventureland
- All Good Things
- Big Eyes
- Blindness
- The Book of Eli
- Burn After Reading
- Burnt
- Charlie Countryman
- Clash of the Titans
- Dear John
- Demolition
- The Devil and the Deep Blue Sea
- Doubt
- The Duchess
- Duplicity
- Eagle Eye
- Felt
- Genius
- The Hangover
- Happythankyoumoreplease
- Hitchcock
- How to Lose Friends & Alienate People
- The Ides of March
- Invictus
- Jack Ryan: Shadow Recruit
- Jennifer's Body
- Last Chance Harvey
- Love & Other Drugs
- Never Let Me Go
- Orphan
- Passengers
- Recount
- The Revenant
- The Road
- Salt
- Selma
- Slumdog Millionaire
- Source Code
- The Town
- Valkyrie
- The Wackness
- The Way, Way Back
- Whip It
- The Wolf of Wall Street
- World War Z
- The Wrestler
- Yes Man
- Zombieland

### Black List năm 2008
- 47 Ronin
- 50/50
- A.C.O.D.
- Bachelorette
- The Back-up Plan
- Bad Teacher
- The Beaver
- Broken City
- Butter
- Child 44
- The Debt
- The Descendants
- Easy A
- Everything Must Go
- The F Word
- Foxcatcher
- Going the Distance
- Hope Springs
- Inglourious Basterds
- London Boulevard
- Lovelace
- No Strings Attached
- Nowhere Boy
- The Oranges
- Our Brand Is Crisis
- Out of the Furnace
- Remember Me
- Sherlock Holmes
- Sleeping Beauty
- Up In The Air

### Black List năm 2009
- 2 Guns
- 30 Minutes or Less
- Arthur
- Buried
- Cedar Rapids
- Celeste and Jesse Forever
- Cut Bank
- Dark Was The Night
- Due Date
- The Duel
- Hanna
- If I Stay
- The King's Speech
- The Last Stand
- Lawless
- Pawn Sacrifice
- Prisoners
- Red Riding Hood
- Restless
- The Revenant
- The Sitter
- The Social Network
- The Spectacular Now
- Take This Waltz
- That's My Boy
- The To Do List
- The True Memoirs of an International Assassin
- The Vatican Tapes
- The Voices
- Wall Street: Money Never Sleeps
- The Watch
- Water for Elephants
- Z for Zachariah

### Black List năm 2010
- Abduction
- Abraham Lincoln: Vampire Hunter
- American Hustle
- Argo
- Better Living Through Chemistry
- Boy Scouts vs. Zombies
- The Butler
- Chronicle
- Cinema Verite
- Crazy, Stupid, Love
- Edge of Tomorrow
- Freaks of Nature
- Gangster Squad
- Get a Job
- Gold
- The Hunger Games
- The Impossible
- Jackie
- The Last Witch Hunter
- Lola Versus
- Looper
- Margin Call
- One Day
- Oz the Great and Powerful
- People Like Us
- Safe House
- Serena
- Snow White and the Huntsman
- Stoker
- That Awkward Moment
- Triple Nine

### Black List năm 2011
- The Accountant
- Bad Words
- Before I Fall
- The Current War
- Dirty Grandpa
- Django Unchained
- The Duff
- Good Kids
- Grace of Monaco
- Hidden
- The Imitation Game
- Jane Got a Gun
- Maggie
- Playing It Cool
- Saving Mr. Banks
- Self/less
- Sex Tape
- St. Vincent
- Two Night Stand

### Black List năm 2012
- Arrival
- Come and Find Me
- Draft Day
- The Equalizer
- The Fault In Our Stars
- Hell or High Water
- John Wick
- The Judge
- The Keeping Room
- Me and Earl and the Dying Girl
- Project Almanac
- Run All Night
- Sand Castle
- Shut In
- Stockholm, Pennsylvania
- Transcendence
- Whiplash

### Black List năm 2013
- American Sniper
- The Autopsy of Jane Doe
- Cake
- Dude
- The End of the Tour
- Faults
- Hot Summer Nights
- A Monster Calls
- Pan
- Patient Zero
- The Sea of Trees
- Shovel Buddies
- Spotlight

### Black List năm 2014
- American Made
- The Babysitter
- The Founder
- Gifted
- LBJ
- Manchester by the Sea
- Money Monster
- Morgan
- My Friend Dahmer
- The Shallows
- The Wall

### Black List năm 2015
- Miss Sloane
- Rock That Body
- Stronger
- Wish Upon

### Black List năm 2016
- I, Tonya